# Manx Grand Prix
Il Manx Grand Prix è una competizione motociclistica che si tiene ogni anno tra la fine di agosto e l'inizio di settembre sull'Isola di Man. Si può considerare l'alternativa per i piloti dilettanti al più conosciuto Tourist Trophy, dal quale differisce per l'assenza dei sidecar.
Il Manx GP si svolge sul circuito del Mountain ed è composto da quattro giri, ognuno dei quali di 60,72 km (37,73 miglia). La partenza avviene dalla "Grandstands" dalla capitale Douglas. Come per il Tourist Trophy ogni classe corre una sua propria gara.

## Storia

Il percorso del Manx Grand Prix

Il Manx GP nacque nel 1923 come "Manx Amateur Road Races" o "MARC". Questa competizione si tenne fino al 1930, quando assunse la denominazione di "Manx Grand Prix".
Una delle difficoltà del regolamento di questa gara era data dalla definizione di "Amateur" (dilettante), che si prestava a diverse interpretazioni. Fu quindi necessario rivedere il regolamento, in modo tale che potessero prendere il via a questa competizione solo piloti che non avessero corso nel Tourist Trophy, fatta eccezione per le gare delle moto d'epoca.
La competizione è organizzata dal "Manx Motorcycle Club" e per il regolamento si ispira alle regole dell'"Auto-Cycle Union", che governa molti eventi sportivi motoristici britannici.

## Classi

### Moto moderne
- "Newcomer" - Questa classe è dedicata a coloro che partecipano per la prima volta al Manx GP ed è esclusiva di questo evento. I piloti possono partecipare con moto la cui cilindrata massima non sia superiore ai 600 cm³ e, durante le sessioni delle prove, devono indossare un giubbino di colore giallo o arancione. Chi si iscrive in questa classe può richiedere di partecipare alle gare di altre classi ma in questo caso la domanda viene valutata e accettata o rifiutata a seconda del livello di esperienza del pilota.
- "Lightweight/Ultralightweight" - In questa classe sono comprese moto la cui cilindrata sia di 125, 250 o 400 cm³. Nella "Lightweight" partecipano le sole moto di cilindrata 250 cm³ con motore a due tempi mentre nella "Ultralightweight" prendono il via contemporaneamente moto di 125 cm³ di cilindrata con motore due tempi e le 400 cm³ quattro tempi. In pratica, pur partendo tutte nella stessa sessione, vengono svolte due gare separate.
- "Junior" - Comprende moto la cui cilindrata sia compresa tra i 200 e i 750 cm³. La maggior parte dei concorrenti vi partecipa con moto da 600 cm³ quattro tempi quattro cilindri. Sono ancora presenti alcuni piloti che prendono il via con le 250 cm³ due tempi. In questo caso competono per l'assegnazione del premio per il migliore piazzamento di una moto due tempi.
- "Senior" - La senior è la gara finale dell'intera manifestazione. Si può partecipare con moto la cui cilindrata massima sia di 1.000 cm³.

### Moto d'epoca
- "Junior/Lightweight Classic" - Vi si può partecipare con moto d'epoca la cui cilindrata massima non superi i 350 cm³. Vengono stilate due classifiche separate: Junior per le 350 cm³ e Lightweight per le moto sotto i 250 cm³. Nella gara però le due classi corrono contemporaneamente anche se la partenza tra le due classi è differita.
- "Senior Classic" - La Senior Classic è la classe più popolare della competizione e nel 2005 sono stati 105 gli iscritti. Possono prendere il via moto la cui cilindrata sia compresa tra i 350 ed i 500 cm³. La maggior parte dei concorrenti utilizza moto di 450 – 500 cm³. Le più comuni sono le BSA, le Norton, le Ducati, le Honda, le Matchless, le Seeley e le Paton.

Come per i partecipanti alla classe Newcomer anche i partecipanti a queste due classi sono tenuti ad indossare, durante le prove, un giubbino di riconoscimento in questo caso di colore bianco.

## Le prove e le gare

### Prove
La prima settimana è dedicata completamente alle prove. Ai piloti viene data la possibilità di familiarizzare con il tracciato e completare un numero minimo di giri ad una velocità che possa permettere loro di potersi qualificare per la seconda settimana. Le prove si svolgono sempre il sabato sera e si tengono poi nei sei giorni successivi a partire dal lunedì. Le strade, come per il Tourist Trophy, sono quelle aperte normalmente al traffico, che vengono chiuse dai commissari alle 18.00. Le prove cominciano alle 18.15 per concludersi alle 20.15, quando le strade vengono riaperte. Le prove sono divise in due gruppi separati: Classic e Ultralightweight in un gruppo e tutte le altre classi in un altro. Ogni gruppo ha circa un'ora a disposizione (18.15 - 19.10 e 19.15 - 20.10) e ogni giorno di prova i due gruppi si scambiano gli orari.
La prima sera i Newcomer effettuano un giro a velocità controllata scortati dai "Travelling Marshall", cioè dagli otto commissari che in motocicletta percorrono regolarmente il percorso e verificano eventuali problemi. In seguito sono liberi di girare alla velocità che preferiscono. Le prove non si svolgono mai di domenica e continuano anche durante la settimana di gare.

### Gare
Le gare cominciano il lunedì della seconda settimana e seguono un programma che rimane identico ogni anno: due gare il lunedì, due il mercoledì e due il venerdì in modo da far competere tutte e sei le classi. Ogni gara si svolge su quattro giri per un totale di 242,88 km (150,92 miglia). Gli orari di partenza sono fissati alla 10.15 per la prima gare e alle 13,15 per la seconda. In caso di tempo avverso la gara può venire spostata ad altro giorno (martedì e giovedì) o orario oppure può essere ridotta la distanza da percorrere. In passato furono svolte gare anche dopo il venerdì.
Il calendario delle gare prevede che il lunedì corrano i Newcomer e la Senior Classic, il mercoledì la Junior/Lightweight Classic e Junior mentre il venerdì corrono la Lightweight/Ultralightweight e la Senior.

## Piloti
Il Manx GP è stato il primo evento importante per molti piloti divenuti poi conosciuti a livello internazionale. Hanno preso parte a questa gara Geoff Duke e Phil Read, che poi si imposero nel Tourist Trophy e nel motomondiale. Anche Joey Dunlop ha preso parte alla competizione ottenendo un podio nella Classic con una Aermacchi.